# HTP-Verfahren
Das Hoch-Temperatur-Pyrolyse-Verfahren (HTP-Verfahren) ist ein thermochemisches Verfahren, das hauptsächlich zur Herstellung von Ethen und Ethin dient.

## Geschichte
Das Verfahren wurde von den Farbwerken Hoechst entwickelt und eingeführt. Im Jahr 1975 wurde das Verfahren jedoch aus wirtschaftlichen Gründen eingestellt. 

## Verfahren
Das HTP-Verfahren ermöglicht die Gewinnung von Ethen und Ethin. Hierzu werden Einsatzstoffe von Methan bis Benzin bei Temperaturen von 1500 bis etwa 2300 °C thermisch mit einer Verweilzeit von ein bis zwei Millisekunden gespalten. Die hohen Temperaturen werden durch Verbrennung von Heizgas mit Sauerstoff oder im Lichtbogen erzeugt. Das entstehende Ethen und Ethin muss sofort unter eine Temperatur von 200 °C abgekühlt werden, um eine weitere Zersetzung zu Kohlenstoff und Wasserstoff zu verhindern. Dazu wird das Reaktionsprodukt mit Einsatzstoffen gequencht. Die Ausbeute zu Ethen und Ethin beträgt beim Einsatz von Naphtha als Rohmaterial etwa 50–55 % im Verhältnisbereich von 3:7 bis 1:1, je nach Wahl der Reaktionsbedingungen.
Neben dem Hoechster HTP-Verfahren gibt es verschiedene autotherme Hochtemperaturpyrolyseverfahren wie das Sachsse-Bartholomé-Verfahren der BASF sowie allotherme Verfahren wie das Lichtbogenverfahren der Chemischen Werke Hüls.